# Hymenomima conia
Hymenomima conia är en fjärilsart som beskrevs av Louis Beethoven Prout 1931. Hymenomima conia ingår i släktet Hymenomima och familjen mätare. Inga underarter finns listade i Catalogue of Life.